# 南嶋間作
南嶋 間作（みなみじま まさく、1863年7月31日（文久3年9月13日）- 1899年（明治32年）2月9日）は、明治期の実業家、政治家。衆議院議員。

## 経歴
越中国射水郡新湊放生津町（石川県射水郡新湊放生津町、富山県射水郡新湊放生津町、新湊町、新湊市を経て現射水市放生津町）で、徳三の長男として生まれた。岡田呉陽に漢学を学んだ。高岡（現高岡市）の商家で奉公し、その後、大阪・渋谷塾で数学を学び、東京・豊国校で簿記学を慶應義塾で政治学・経済学を学んだ。1886年（明治19年）父の病のため帰郷した。
新湊町立卓立小学校長、同廉貞小学校長に就任。1888年（明治21年）四日曽根小学校長、荒屋小学校長を兼務。1889年（明治22年）小学校長を辞職し、上海で海運事情を視察して帰国した。ドイツ汽船チャイナ号を購入し奈古浦丸（なごうらまる）に改名し、伏木港で南島商行を設立し回船業を営む。1893年（明治26年）新湊汽船を創立し、日清戦争では奈古浦丸が日本軍の御用船となる。その他、新湊水産合資会社代表社員、伏木米穀外三品取引所理事、開拓委托監査役、日本海上保険取締役なども務めた。
政界では、奨学委員、新湊町会議員、区会議員を務めた。1894年（明治27年）9月、第4回衆議院議員総選挙（富山県第3区、無所属）で当選し、衆議院議員に1期在任した。
1895年（明治28年）志賀浦丸、有磯浦丸を購入し、個人所有船として日本初の中国との定期航路を始め、さらに朝鮮半島、沿海州との交易に乗り出したが、1899年2月に病のため死去した。